# Estación Abbott
Abbott es una estación ferroviaria del Ferrocarril General Roca ubicada en la localidad de Abbott, en el Partido de Monte, Provincia de Buenos Aires, Argentina

## Servicios
A partir de noviembre de 2015 se implementó un servicio regular entre Temperley y Monte, parando además en Cañuelas y La Noria. Hay dos servicios matutinos y dos vespertinos en ambos sentidos.
Por sus vías corren trenes de carga de la empresa Ferrosur Roca y posee una playa multimodal para carga y descarga de contenedores.